# Bodsjön (Bodsjö socken, Jämtland)
Bodsjön är en sjö i Bräcke kommun i Jämtland som ingår i Ljungans huvudavrinningsområde. Sjön är 27 meter djup, har en yta på 16,9 kvadratkilometer och är belägen 307 meter över havet. Sjön avvattnas av vattendraget Gimån.

## Delavrinningsområde
Bodsjön ingår i det delavrinningsområde (696984-145622) som SMHI kallar för Utloppet av Bodsjön. Medelhöjden är 340 meter över havet och ytan är 62,41 kvadratkilometer. Räknas de 83 avrinningsområdena uppströms in blir den ackumulerade arean 811,08 kvadratkilometer. Gimån som avvattnar avrinningsområdet har biflödesordning 2, vilket innebär att vattnet flödar genom totalt 2 vattendrag innan det når havet efter 219 kilometer. Avrinningsområdet består mestadels av skog (62 procent). Avrinningsområdet har 17,13 kvadratkilometer vattenytor vilket ger det en sjöprocent på 27,4 procent.